# Trebinje
Pour les articles homonymes, voir Trebinje.
Trebinje (en serbe cyrillique : Требиње) est une ville de Bosnie-Herzégovine située au sud-est de la république serbe de Bosnie. Selon les premiers résultats du recensement bosnien de 2013, la ville intra muros compte 25 589 habitants et sa zone métropolitaine, appelée ville de Trebinje (Град Требиње), 31 433.
La municipalité de Trebinje a obtenu le statut de « ville » (град/grad) en 2012[réf. nécessaire].

## Géographie
Trebinje est située au sud de l'Herzégovine, dans la partie la plus méridionale de la république serbe de Bosnie et de la Bosnie-Herzégovine ; son territoire se trouve ainsi à la fois à la frontière entre la Bosnie-Herzégovine et la Croatie et à la frontière entre la Bosnie-Herzégovine et le Monténégro. La ville s'étend au pied du mont Leotar, en bordure du poljé de Trebinje, un plateau karstique qui prolonge le poljé de Popovo.

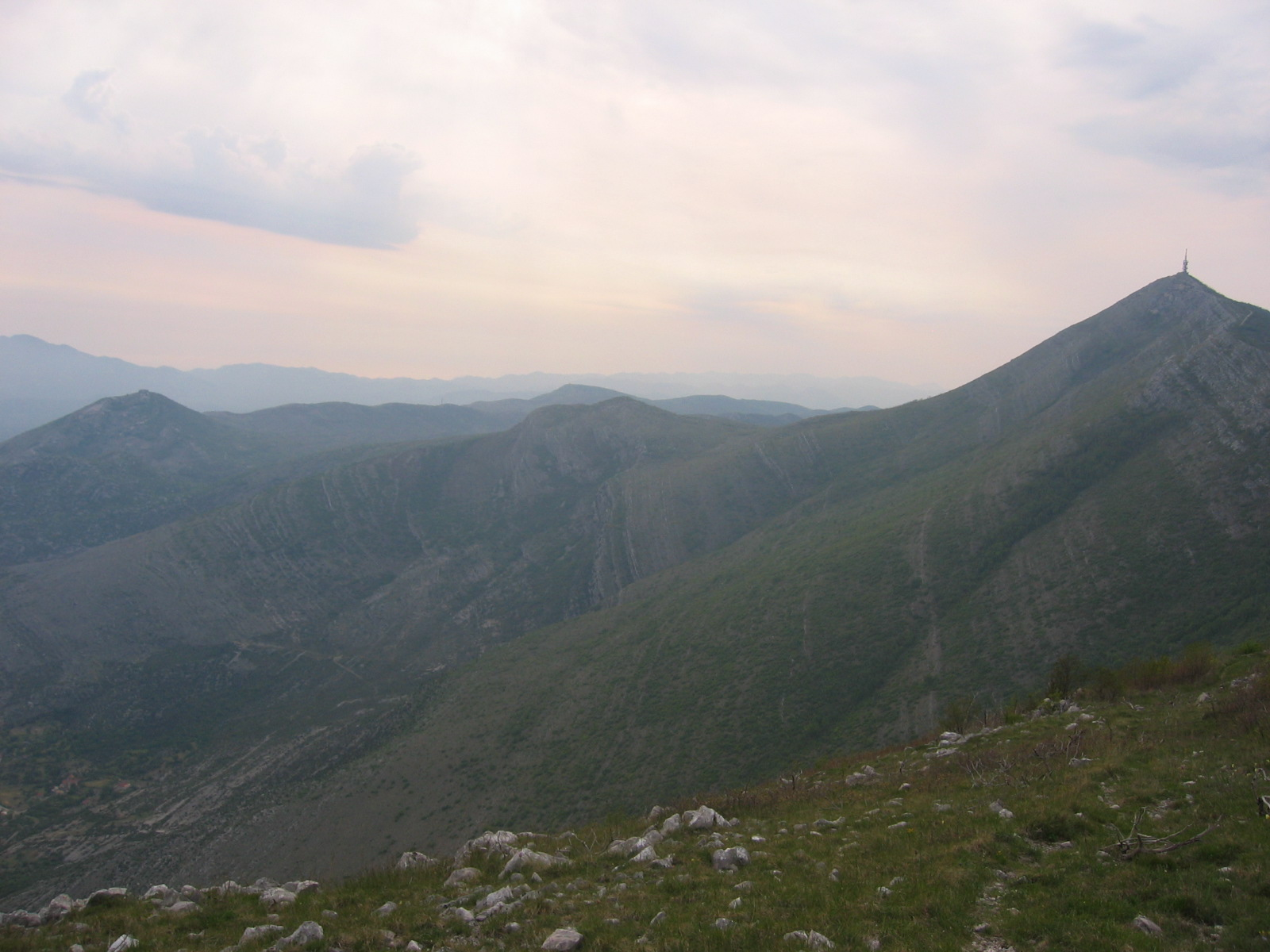
Le mont Leotar près de Trebinje

Le poljé et la ville sont traversés par la Trebišnjica, le plus important cours d'eau « à pertes » d'Europe. Ce cours débouche pour une part dans la mer Adriatique et se jette pour une autre part dans la Neretva. Trebinje est située à 19 km de la mer Adriatique.

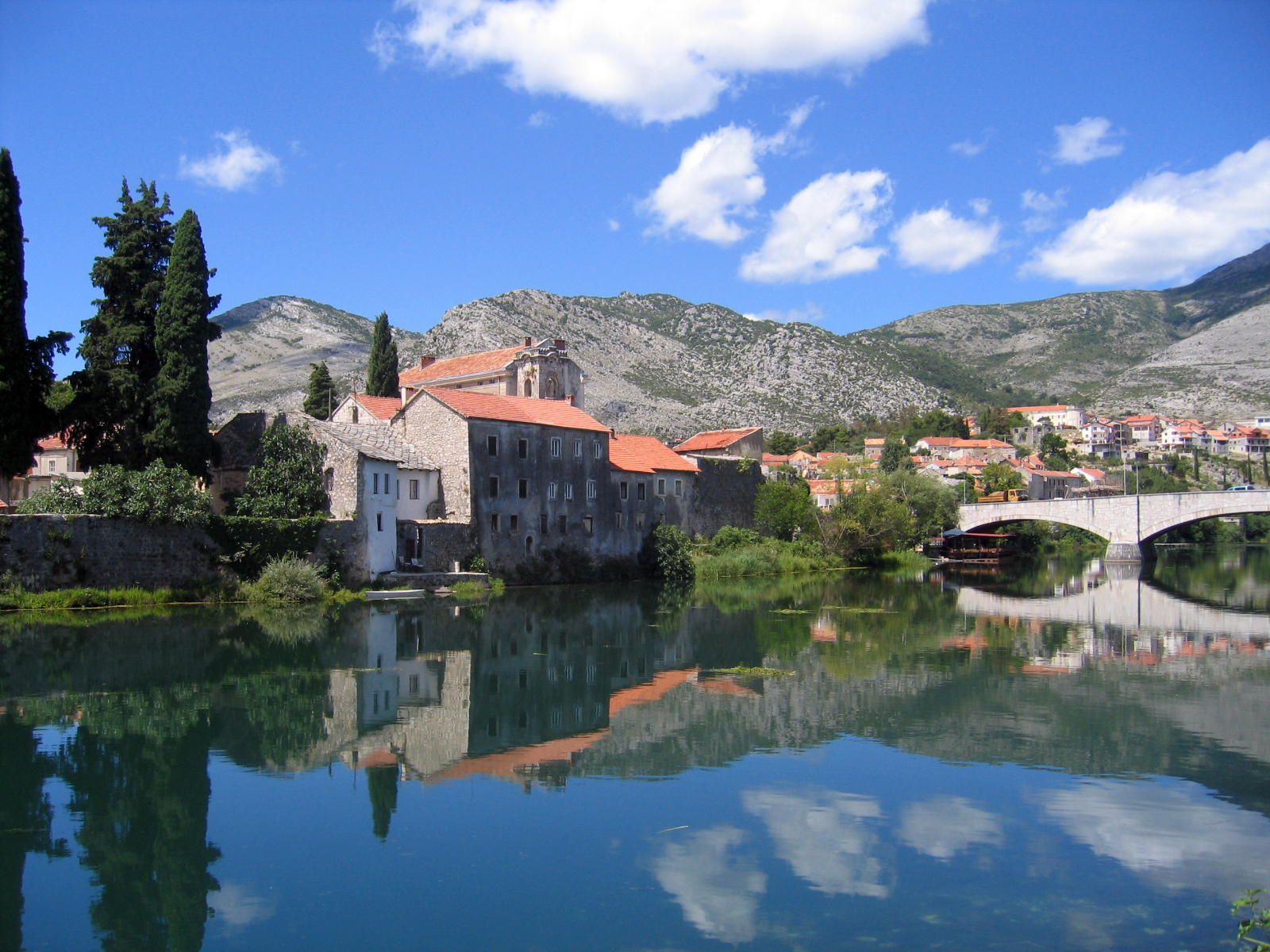
La rivière Trebišnjica à Trebinje

Par route, la ville se trouve à 27 km de Dubrovnik (en Croatie), 38 km de Herceg Novi et 70 km de Nikšić (au Monténégro), 30 km de Bileća, 55 km de Ljubinje et 110 km de Mostar (en Bosnie-Herzégovine).

## Climat
Trebinje jouit d'un climat tempéré chaud, avec une température moyenne annuelle de 14,2 °C ; juillet est le mois le plus chaud de l'année, avec une moyenne de 23,3 °C. Le mois le plus froid est janvier avec une moyenne de 5,9 °C. La moyenne des précipitations annuelles est de 1 338 mm/m2, avec les précipitations mensuelles les plus faibles en juillet et les plus élevées en novembre.
| Mois                                 | Janv | Fév  | Mars | Avr  | Mai  | Juin | Juil | Août | Sept | Oct  | Nov  | Déc  | Année |
| ------------------------------------ | ---- | ---- | ---- | ---- | ---- | ---- | ---- | ---- | ---- | ---- | ---- | ---- | ----- |
| Températures maximales moyennes (°C) | 9,5  | 10,5 | 13,4 | 16,6 | 21,3 | 25,0 | 28,3 | 28,0 | 25,0 | 20,1 | 14,3 | 11,0 |       |
| Températures moyennes (°C)           | 5,9  | 6,8  | 9,2  | 12,2 | 16,5 | 20,2 | 23,3 | 23,0 | 20,1 | 15,6 | 10,6 | 7,6  | 14,2  |
| Températures minimales moyennes (°C) | 2,4  | 3,2  | 5,1  | 7,8  | 11,8 | 15,5 | 18,3 | 18,1 | 15,2 | 11,2 | 7,0  | 4,2  |       |
| Précipitations moyennes (mm)         | 141  | 128  | 110  | 109  | 82   | 60   | 39   | 53   | 100  | 149  | 190  | 177  | 1338  |

## Histoire
La région est d'occupation ancienne, au moins dès la culture de Hallstatt.
Les Illyriens sont les premiers habitants relativement connus, d'abord par les guerres d'Illyrie, à la suite desquelles la république romaine met fin à la piraterie en mer Adriatique, et créent la première province d'Illyrie.

### Moyen-Âge
Trebinje est la capitale du royaume médiéval de Travonie.
L'évêque catholique romain de Dubrovnik est longtemps en résidence à Trebinje.
De 1470 à 1878, la région est dirigée par l'Empire ottoman., et dépend du sandjak d'Herzégovine (Mostar), à l'intérieur du pashaluk de Bosnie.
De cette époque datent encore le grand pont et la grande mosquée.
- Župa (terme slave)

### XXIesiècle
Après la guerre de Bosnie-Herzégovine et à la suite des accords de Dayton (1995), la municipalité de Trebinje a été scindée en deux entités ; l'une, autour de la ville de Trebinje, fait partie de la république serbe de Bosnie ; l'autre, autour de la ville de Ravno, fait partie de la fédération de Bosnie-et-Herzégovine.

## Localités

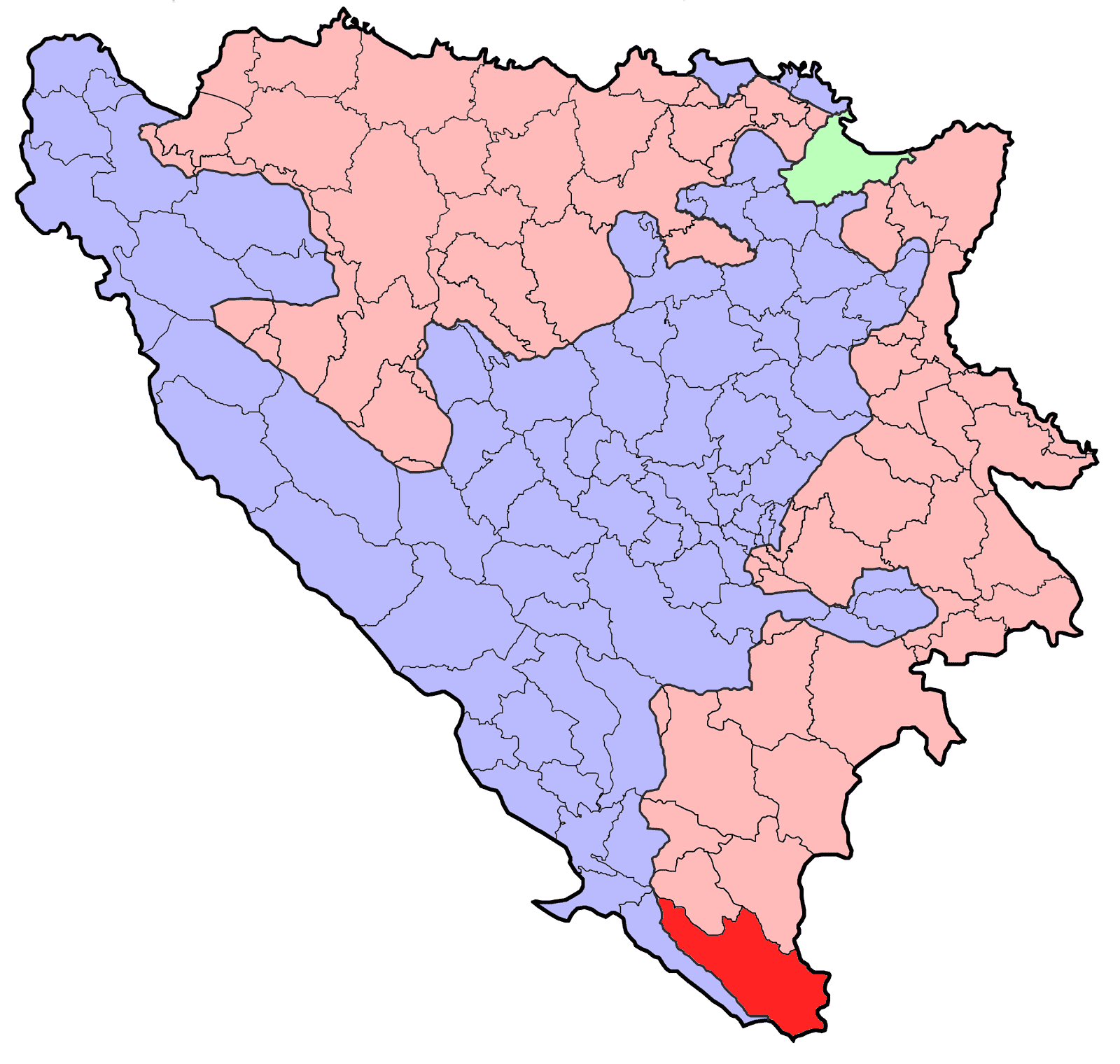
Localisation de la ville de Trebinje en Bosnie-Herzégovine

Le territoire de la ville de Trebinje compte 141 localités :
| - Aranđelovo - Arbanaška - Arslanagića Most - Baonine - Begović Kula - Bihovo - Bijelač - Bijograd - Bioci - Bodiroge - Bogojević Selo - Borilovići - Brani Do - Brova - Budoši - Bugovina - Cerovac - Cicina - Čvarići - Đedići - Desin Selo - Diklići - Do - Dobromani - Dodanovići - Dolovi - Domaševo - Donja Kočela - Donje Čičevo | - Donje Grančarevo - Donje Vrbno - Donji Orovac - Dračevo - Dražin Do - Drijenjani - Dubljani - Dubočani - Duži - Glavinići - Gojšina - Gola Glavica - Gomiljani - Gornja Kočela - Gornje Čičevo - Gornje Grančarevo - Gornje Vrbno - Gornji Orovac - Grab - Grbeši - Grbići - Grkavci - Grmljani - Hum - Janjač - Jasen - Jasenica Lug - Jazina - Jušići | - Klikovići - Klobuk - Konjsko - Korlati - Kotezi - Kovačina - Kraj - Krajkovići - Kremeni Do - Krnjevići - Kučići - Kunja Glavica - Lapja - Lastva - Lokvice - Lomači - Lug - Lušnica - Ljekova - Ljubovo - Marić Međine - Mesari - Mionići - Morče - Mosko - Mrkonjići - Mrnjići - Necvijeće - Nikontovići | - Ograde - Orašje Popovo - Orašje Površ - Orašje Zubci - Parojska Njiva - Petrovići - Pijavice - Podosoje - Podstrašivica - Podštirovnik - Podvori - Poljice Čičevo - Poljice Popovo - Prhinje - Pridvorci - Rapti Bobani - Rapti Zupci - Rasovac - Sedlari - Skočigrm - Slivnica Površ - Staro Slano - Strujići - Šarani - Šćenica Ljubomir - Taleža - Todorići - Trebijovi - Trebinje | - Tuli - Tulje - Turani - Turica - Turmenti - Tvrdoš - Ubla - Ugarci - Ukšići - Uvjeća - Veličani - Velja Gora - Vladušići - Vlasače - Vlaška - Volujac - Vrpolje Ljubomir - Vrpolje Zagora - Vučija - Zagora - Zgonjevo - Žakovo - Ždrijelovići - Željevo - Župa |

## Démographie

### Villeintra muros

#### Évolution historique de la population dans la villeintra muros
| 1948 | 1953 | 1961  | 1971  | 1981   | 1991   | 2013   |
| ---- | ---- | ----- | ----- | ------ | ------ | ------ |
| -    | -    | 4 073 | 3 530 | 17 271 | 21 870 | 25 589 |

|  |

### Ville de Trebinje (ex-municipalité)

#### Évolution historique de la population dans la ville
| 1961   | 1971   | 1981   | 1991   | 2013   |
| ------ | ------ | ------ | ------ | ------ |
| 30 140 | 29 024 | 30 372 | 30 996 | 31 433 |

#### Répartition de la population par nationalités dans la ville (1991)
En 1991, sur un total de 10 788 habitants, la population se répartissait de la manière suivante :

## Politique

### Élections de 2008
À la suite des élections locales de 2008, les 31 sièges de l'assemblée municipale se répartissaient de la manière suivante :
| Parti                                                                             | Sièges |
| --------------------------------------------------------------------------------- | ------ |
| Alliance des sociaux-démocrates indépendants (SNSD)                               | 10     |
| Parti démocratique serbe (SDS), avec 1 représentant des minorités nationales      | 7      |
| Parti du progrès démocratique (PDP)                                               | 5      |
| Mouvement pour Trebinje                                                           | 3      |
| Parti socialiste (SP)                                                             | 2      |
| Parti radical serbe de la république serbe de Bosnie (SRS RS)                     | 2      |
| Alliance démocratique nationale (DNS), avec un représentant des minorités locales | 2      |

Dobroslav Ćuk, membre de l'Alliance des sociaux-démocrates indépendants (SNSD), a été élu maire de la municipalité.

### Élections de 2012
À la suite des élections locales de 2012, les 27 sièges de l'assemblée municipale se répartissaient de la manière suivante, :
| Parti                                               | Sièges |
| --------------------------------------------------- | ------ |
| Alliance des sociaux-démocrates indépendants (SNSD) | 9      |
| Parti du progrès démocratique (PDP)                 | 5      |
| Parti démocratique serbe (SDS)                      | 4      |
| Parti démocratique (DP)                             | 3      |
| Mouvement pour Trebinje                             | 2      |
| Parti socialiste (SP)                               | 1      |
| Alliance démocratique nationale (DNS)               | 1      |
| Parti des retraités unis (PUP)                      | 1      |
| Minorités nationales (sans étiquette)               | 1      |

Slavko Vučurević, membre du Parti du progrès démocratique (PDP), a été élu maire de la municipalité,.

## Culture
L'une des institutions les plus importantes de la ville est le musée de l'Herzégovine, créé en 1952. Son département d'archéologie présente des objets allant de la Préhistoire au Moyen Âge ; le département d'ethnologie présente deux expositions permanentes : l'une autour de « la maison de ville à la fin du XIXe siècle et au début du XXe siècle », l'autre autour de « la vie quotidienne et la culture des Serbes de l'Herzégovine de l'est dans la seconde moitié du XIXe siècle et la première moitié du XXe siècle ». Le musée abrite également un département d'histoire, un département d'histoire naturelle et un département d'histoire des arts ; ce dernier département est notamment constitué par la collection Jovan Dučić (manuscrits, sculptures, peintures etc.), la collection Anastasije Popović (peintures) et par une série de legs comme ceux de Radovan Ždral, Milena et Branko Šotra, Milorad Ćorović et Mirko Kujačić.

## Sport
Trebinje possède un club de football, le FK Leotar Trebinje.

## Éducation
La ville dispose de trois écoles maternelles et de quatre écoles élémentaires (osnovne škole) : l'école Jovan Jovanović Zmaj, l'école Vuk Karadžić, l'école Saint Basile d'Ostrog et l'école élémentaire de musique Trebinje, créée en 1957.
Elle possède quatre établissements d'études secondaires (srednje škole) : le lycée Jovan Dučić, le Centre des écoles secondaires (Centar srednjih škola), qui regroupe plusieurs établissements spécialisés (économie, médecine, électronique) ainsi que l'école technique, ces trois établissements étant installés dans la même cité scolaire ; la quatrième école est l'école secondaire de musique Trebinje.
La ville accueille une Faculté de production et de management (Fakultet za proizvodnju i menadžment) qui, fondée en 1995, est devenue l'une des 15 entités de l'université d'Istočno Sarajevo en 2007. Elle possède aussi une Académie des beaux-arts (Akademija likovnih umjetnosti), créée en 1995, et une École supérieure de tourisme et d'hôtellerie (Visoka škola za turizam i hotelijerstvo), créée en 2007.

## Économie

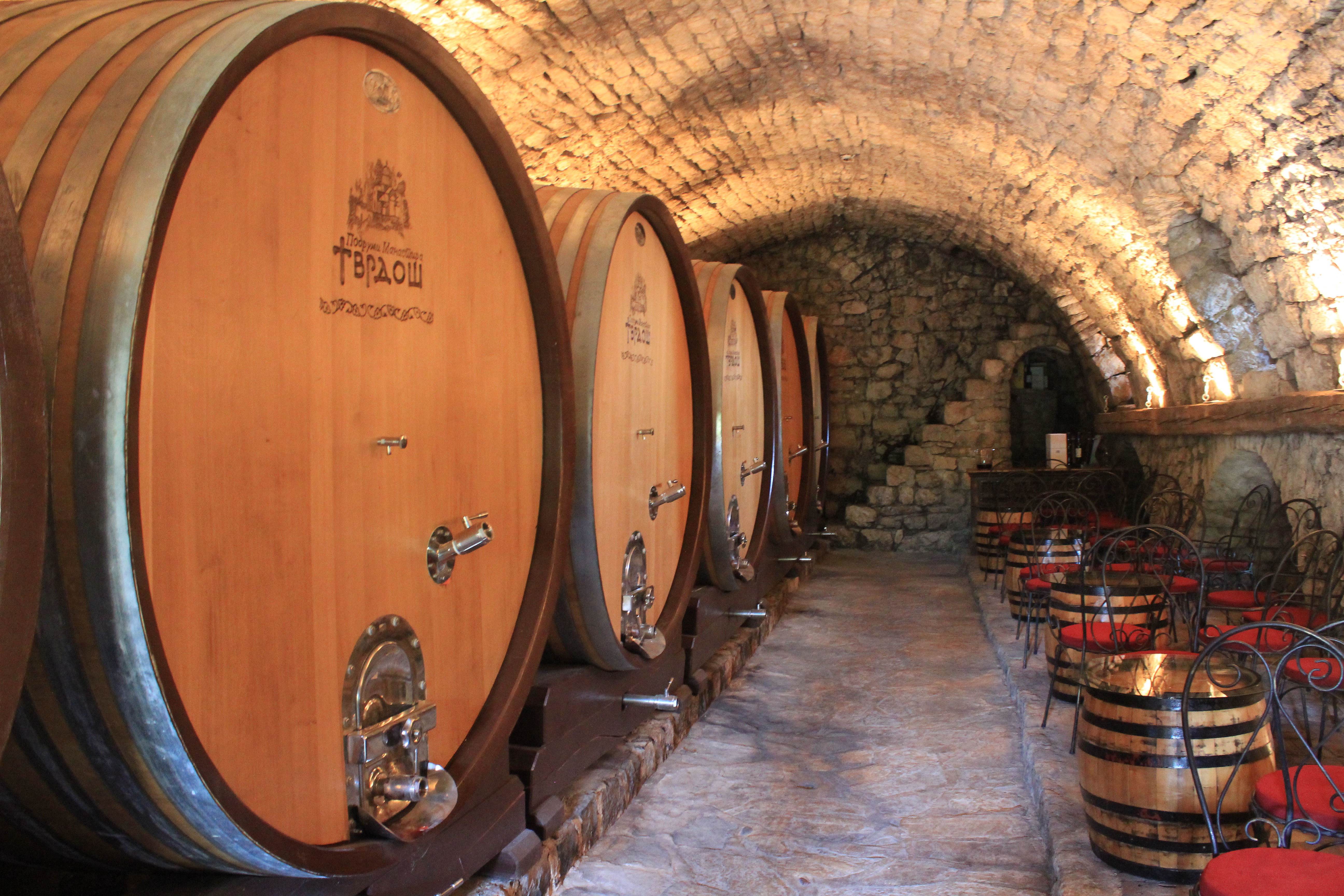
La cave du monastère de Tvrdoš

Par sa situation géographique et ses conditions climatiques, le territoire de la ville est propice à l'agriculture : la terra rossa, un sol argileux, recouvre les plateaux karstiques et les vallée. On y cultive, notamment pour l'exportation, du tabac, des fruits et des légumes précoces ainsi que certaines espèces d'agrumes. Grâce à l'irrigation, qui concerne 93 % des terres agricoles, certaines cultures sont pratiquées toute l'année, comme celle des fruits, des céréales et des fourrages. Le secteur est également réputé pour la richesses de ses plantes médicinales et aromatiques. Dans la région, la viticulture est attestée depuis le Moyen Âge et plus de 20 caves proposent de goûter et d'acheter les vins locaux, dont celle du monastère de Tvrdoš, à côté de Trebinje. Les pâturagers couvent 80 % des terres. En plus de la viande, les éleveurs fabriquent de la charcuterie et des fromages. L'apiculture est aussi une activité bien développée.

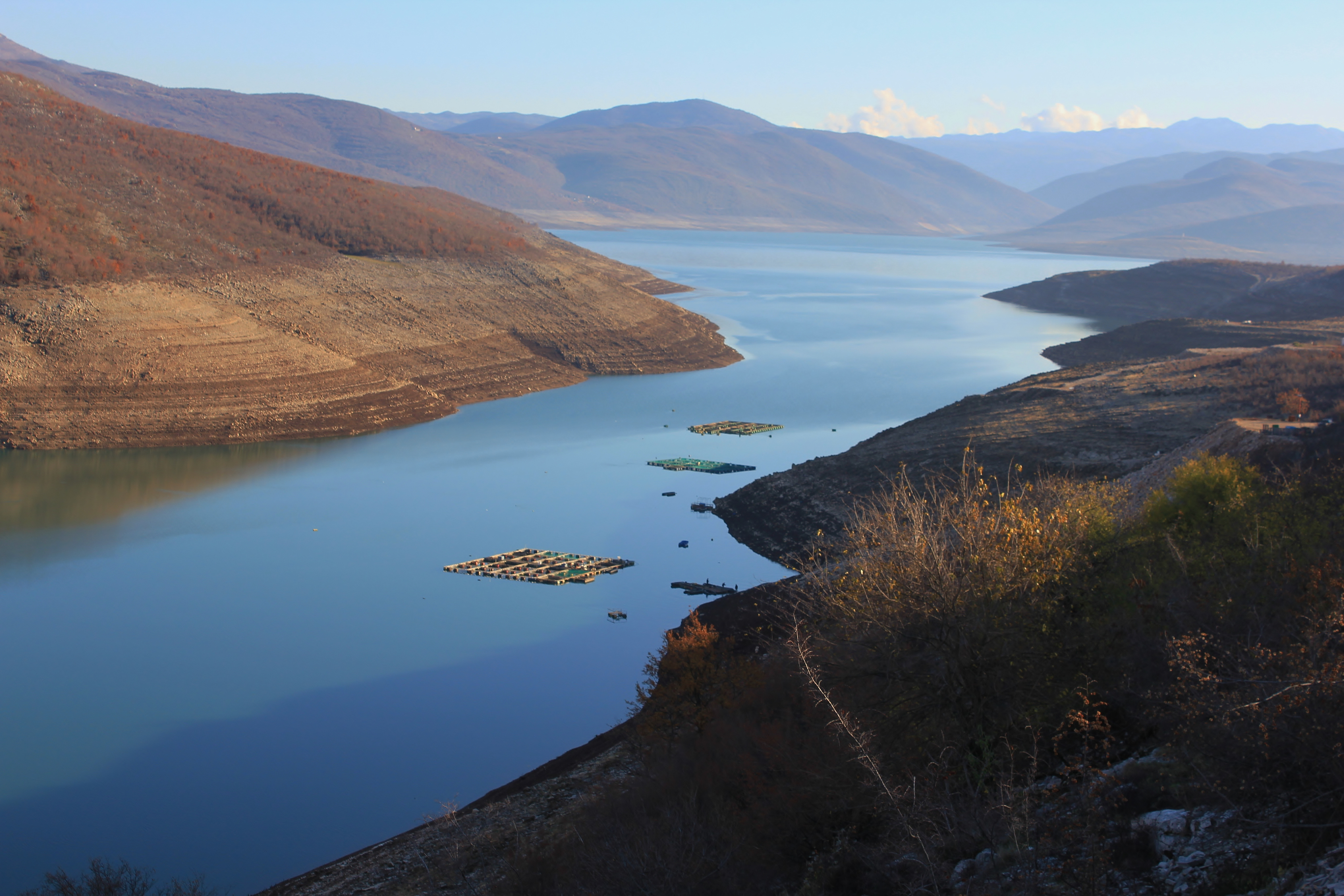
Le lac de Bileća, créé par le barrage de Grančarevo

La ville possède un important potentiel hydroélectrique grâce à la Trebišnjica et au barrage de Grančarevo qui a formé sur son cours le lac de Bileća. La centrale hydroélectrique de Trebinje I est en entrée en service en 1968 avec deux générateurs ; une troisième unité a été installée en 1975 ; cet ensemble dispose d'une puissance installée de 168 MW. La centrale de Trebinje II, située à 13,5 km en aval de Trebinje I, a été mise en service en 1981, après la construction du barrage de Gorica ; elle dispose d'une puissance installée de 8 MW. Ces centrales sont gérées par la société HET Trebinje (HidroElektrane na Trebišnjica), qui entre dans la composition du BIRS, l'indice principal de la bourse de Banja Luka, et qui gère aussi les centrales de Čapljina (420 MW) et de Dubrovnik (216 MW),. La société Elektro-Hercegovina, créée en 1949, a son siège social à Trebinje ; elle distribue de l'électricité dans le sud-est de la république serbe de Bosnie et assure la conception, la construction et la maintenance des installations électriques.

## Tourisme

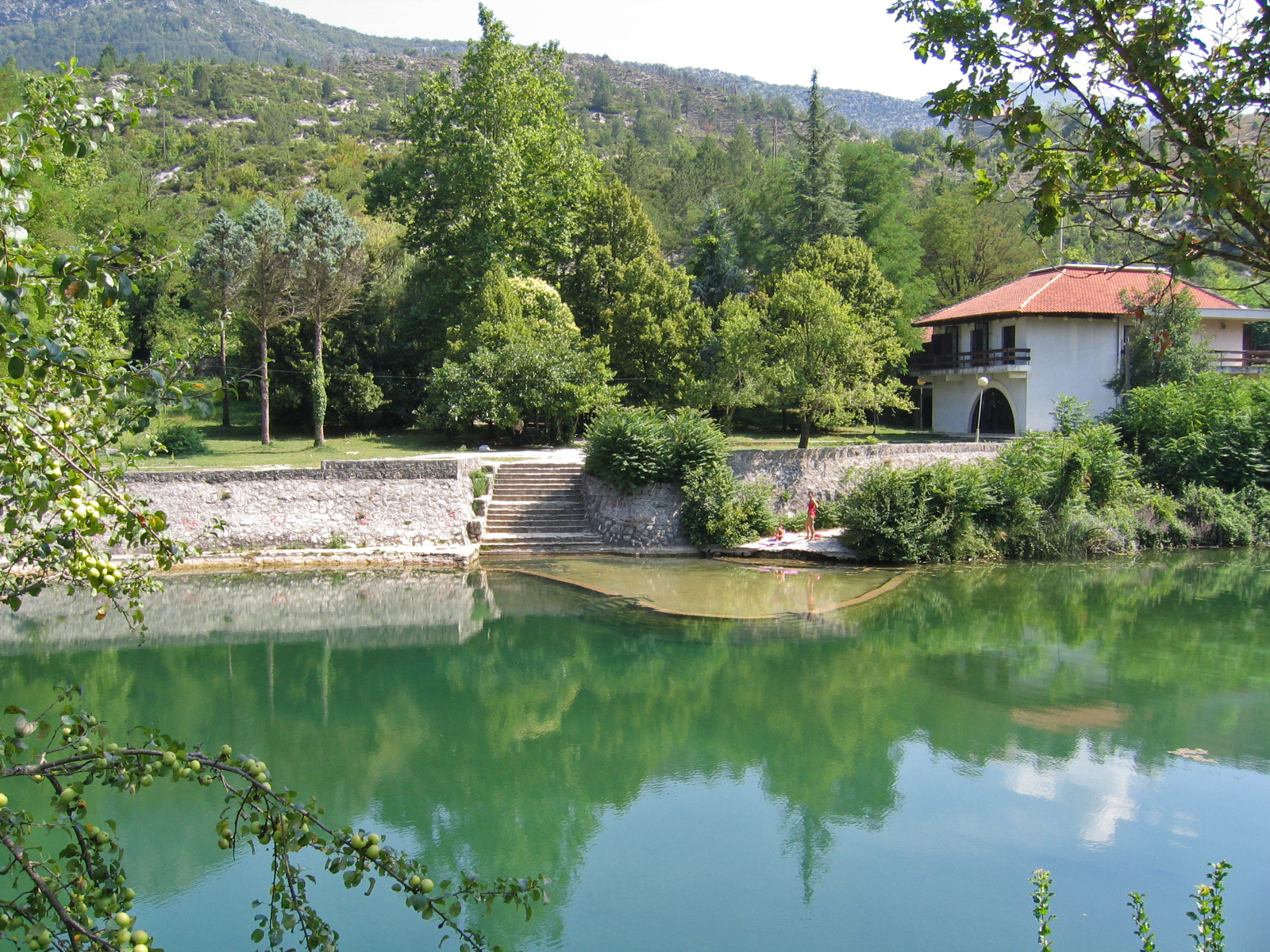
Le motel Jazina Club et sa plage à Jazina

La ville possède beaucoup d'attraits touristiques en raison de sa proximité avec la côte Adriatique, ses monuments historiques classés, son climat et ses festivals.

### Nature
Plusieurs sites naturels sont inscrits sur la liste des aires protégées de Bosnie-Herzégovine, tous classés parmi les « monuments naturels géo-morphologiques » du pays. Parmi ces monuments figurent les sources de trois ruisseaux : la source du Tučevac, la source de l'Oko et la source du Šumet, ainsi que trois grottes : la Vilina pećina (près de Gornje Čičevo), la grotte de Doli (sur le territoire du village de Bihovo) et une grotte sur l'Ilijino brdo (au hameau de Narančići).

### Monuments culturels
La ville de Trebinje intra muros et son territoire métropolitain comptent 29 ensembles inscrits sur la liste principale des monuments nationaux de Bosnie-Herzégovine et 59 autres monuments et ensembles inscrits sur une liste provisoire.

#### Trebinjeintra muros

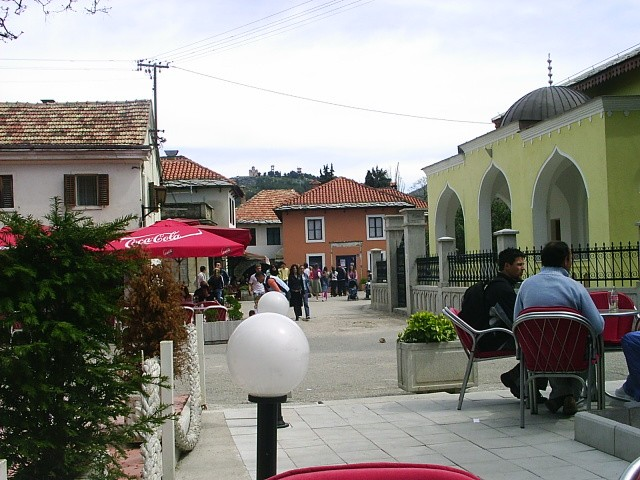
Vue du centre ancien de Trebinje

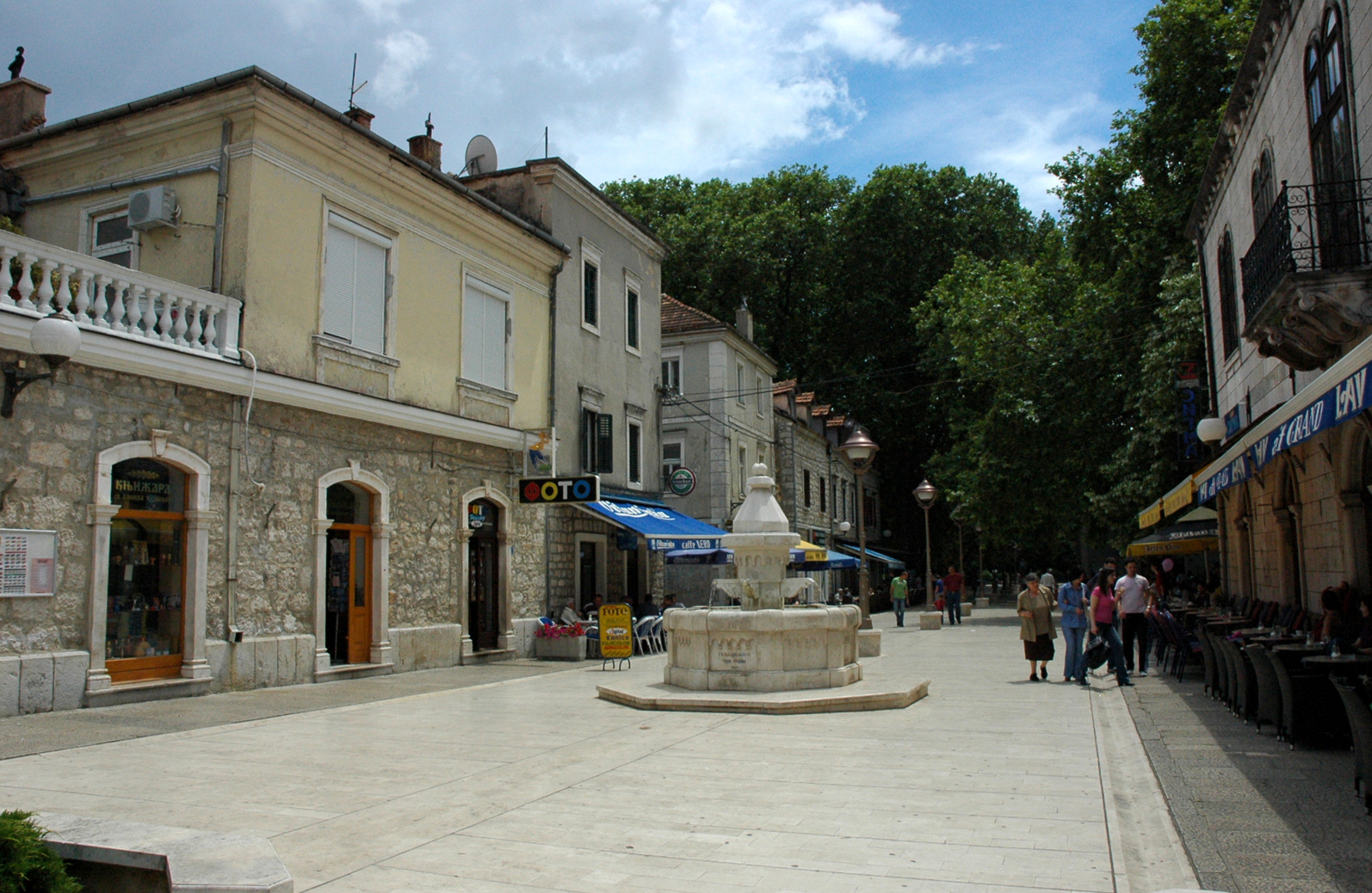
Autre vue du centre ancien

Le centre ancien de la ville dans son ensemble figure sur la liste provisoire des monuments nationaux.
Plusieurs monuments particuliers sont classés :
- les fortifications préhistoriques de Brijeg, dans le quartier de Mostaći[37] ;
- l'église de la Sainte-Parascève avec le vieux pont de Mostaći, XVe et XVIe siècles[38] ;
- l'église Saint-Clément, quartier de Mostaći, début du XVIIe siècle[39] ;
- la mosquée du Sultan Ahmet (ou Mosquée impériale), construite en l'honneur de Ahmet III, 1719[40],[41] ;
- la maison Resulbegović, vers 1725[42] ;
- la mosquée d'Osman-pacha Resulbegović, 1726[43],[41] ;
- la tour-résidence Hadžiahmetović et résidences à Mostaći, fin du XVIIIe siècle[44] ;
- la cathédrale catholique de la Nativité-de-Marie, 1880-1884[45] ;
- la cathédrale orthodoxe de la Transfiguration, 1888-1908[46],[41] ;
- le lycée de Trebinje[47].

À Trebinje se trouve également le monastère de Hercegovačka Gračanica, un monastère orthodoxe serbe construit en 2000,.

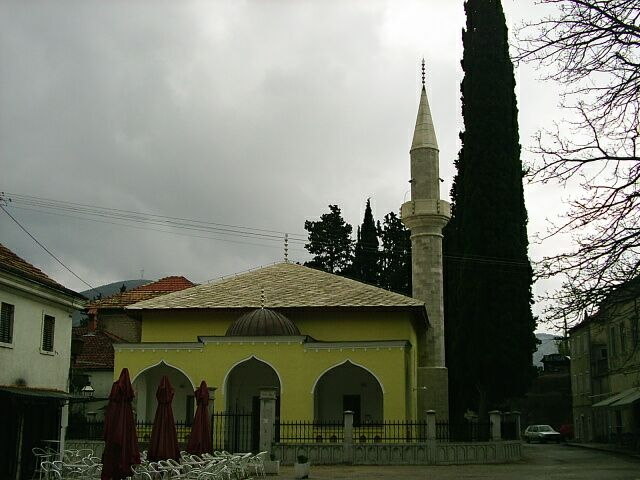
La mosquée d'Osman-pacha Resulbegović
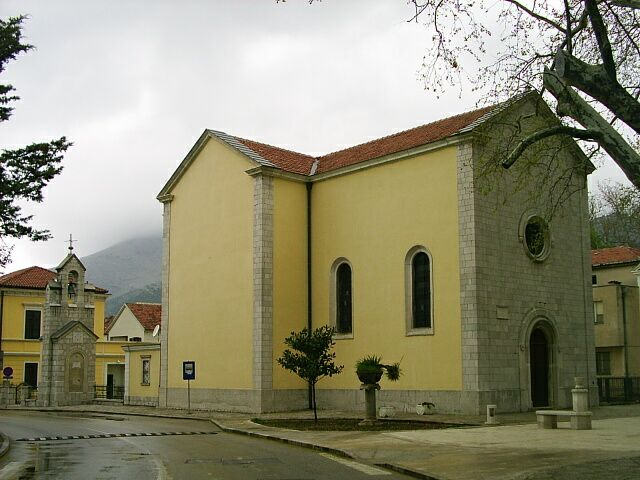
La cathédrale catholique de la Nativité-de-Marie
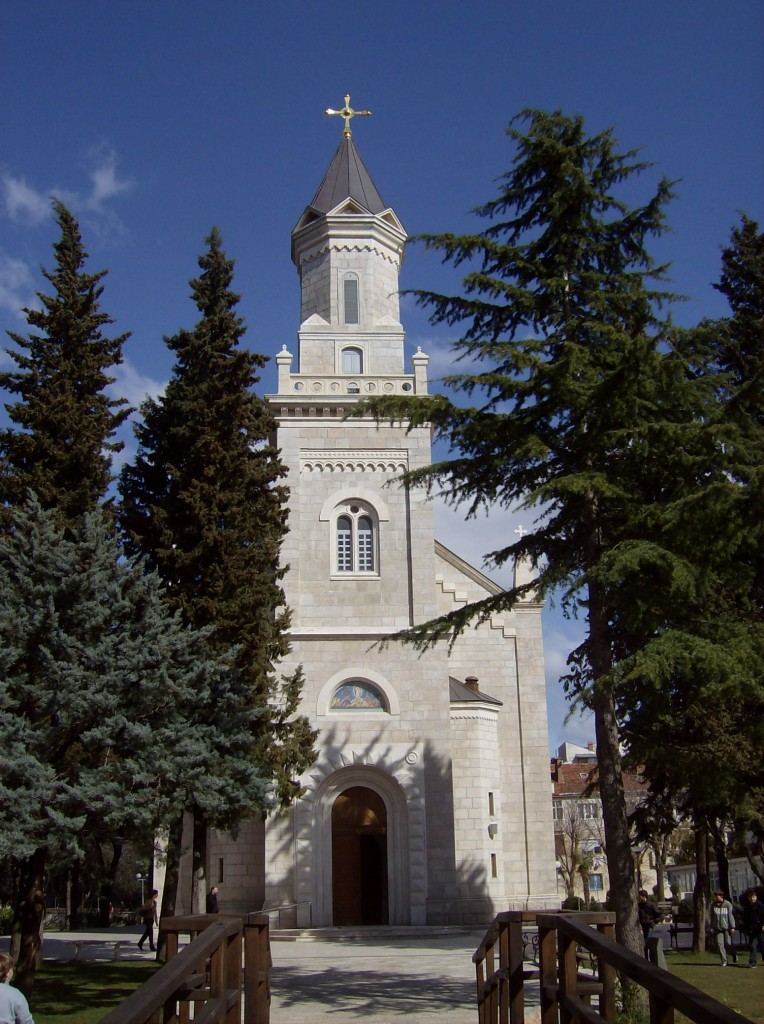
La cathédrale orthodoxe de la Transfiguration
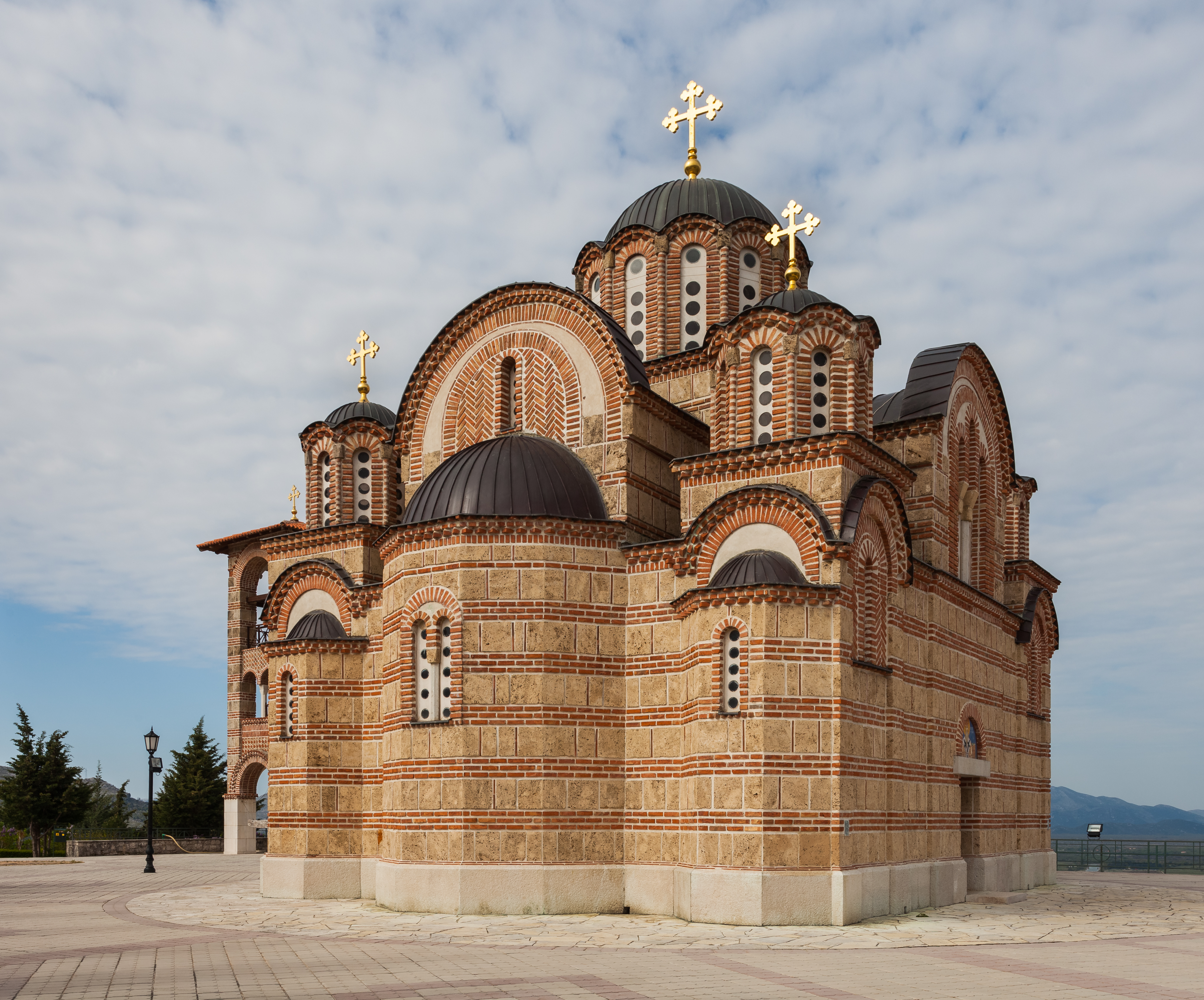
L'église du monastère de Hercegovačka Gračanica

#### Territoire de la «Ville»

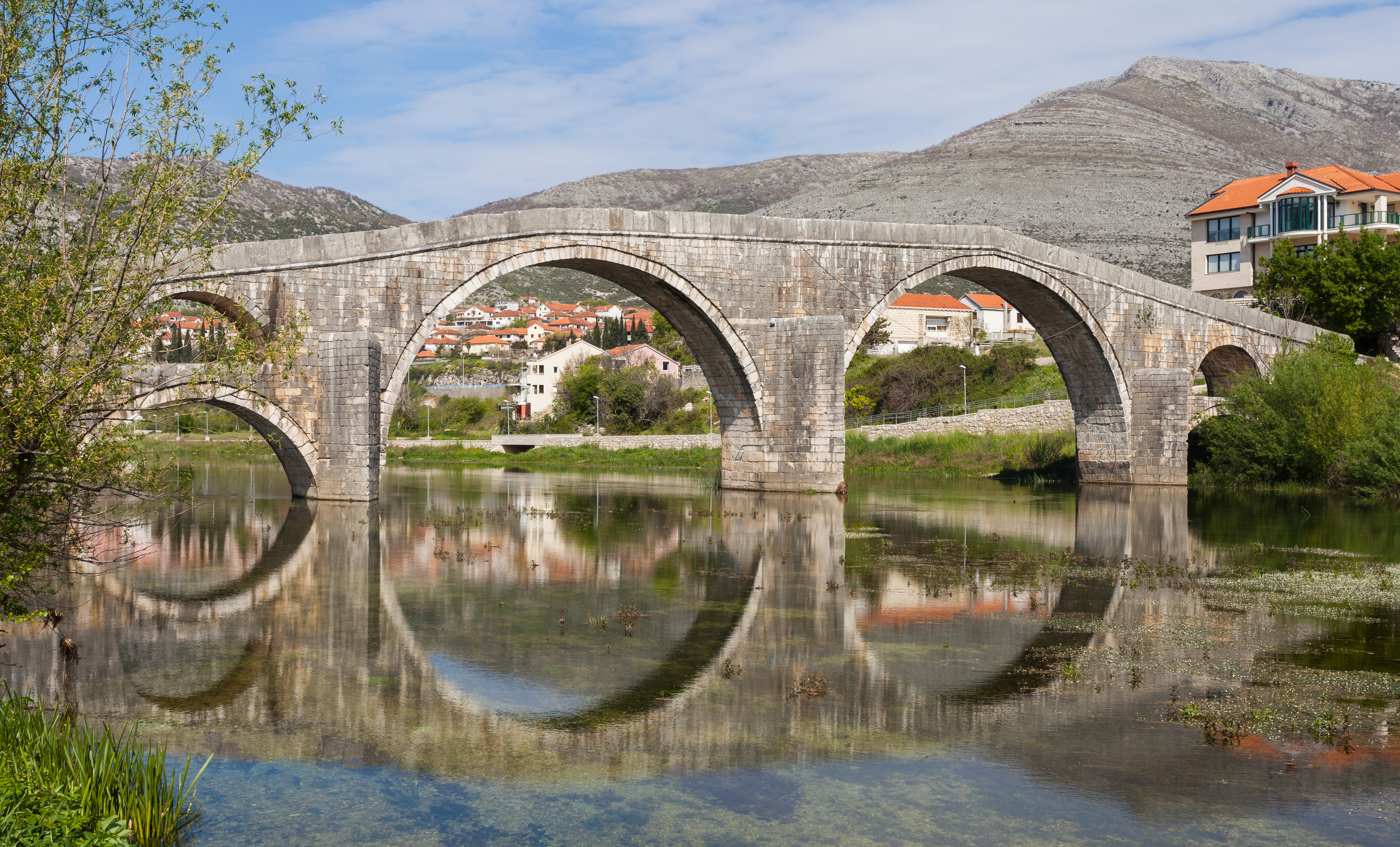
Le pont Arslanagić

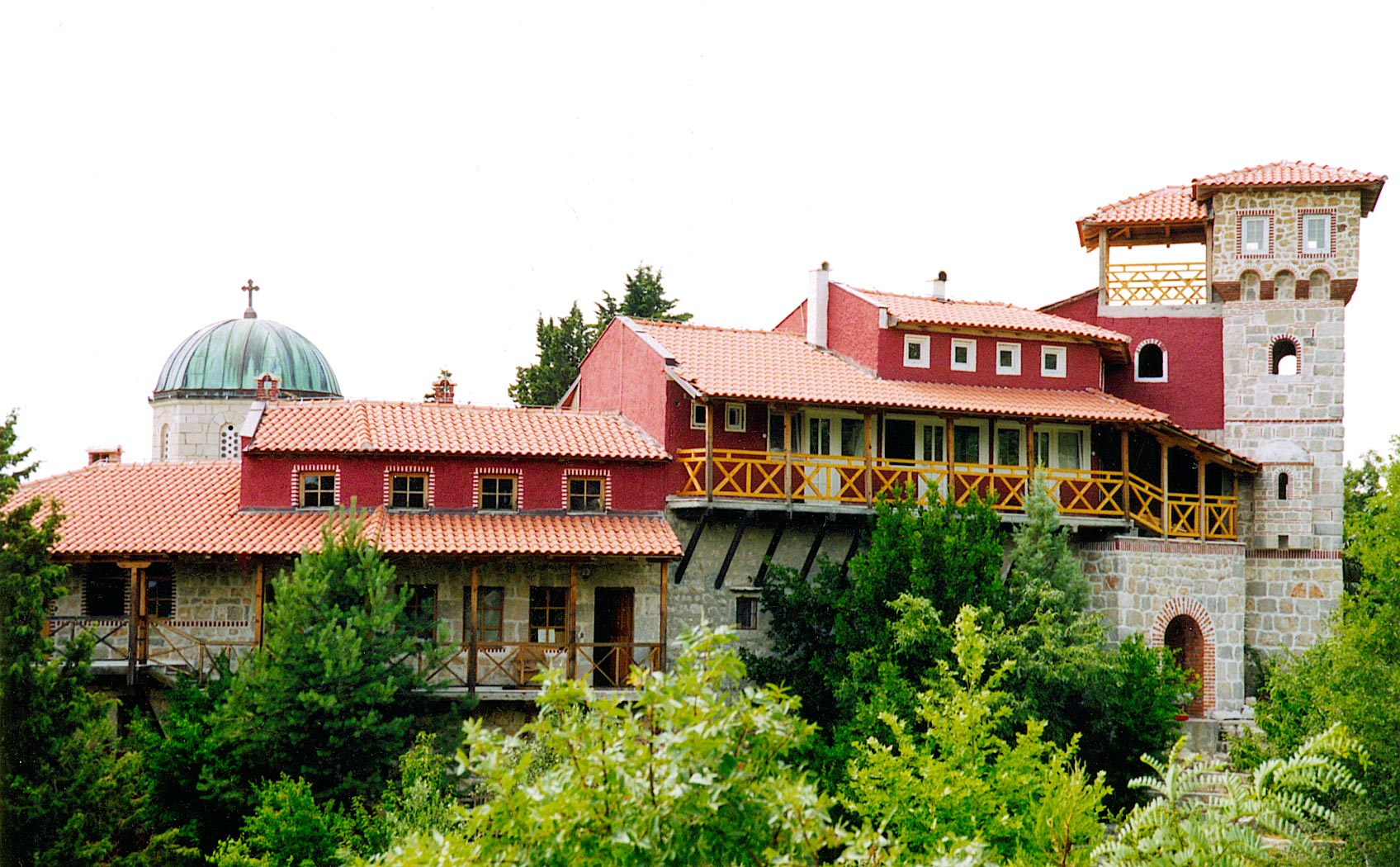
Le monastère de Tvrdoš

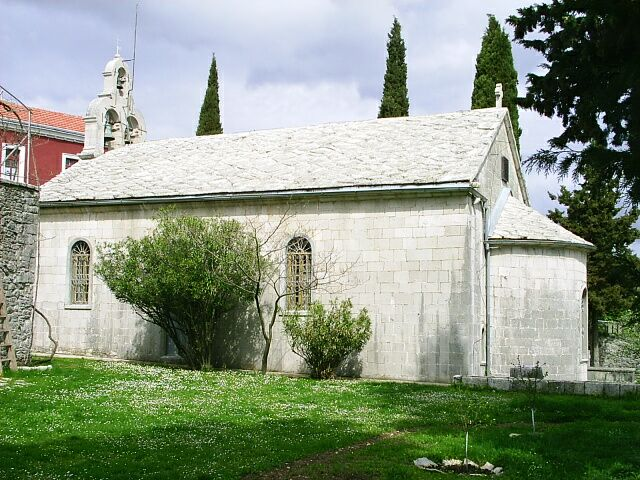
L'église du monastère de Duži

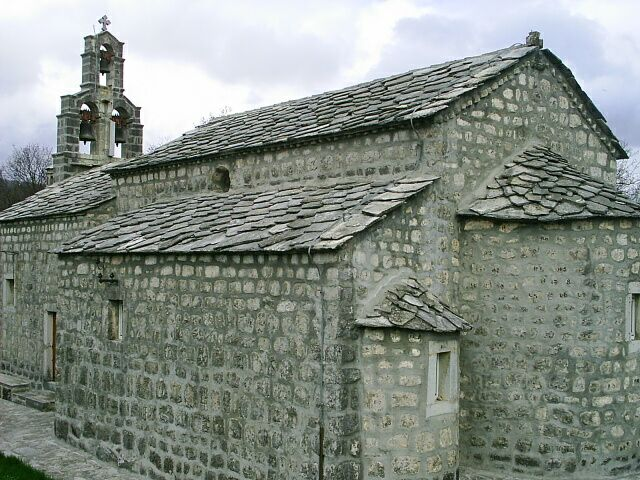
L'église du monastère de Dobrićevo

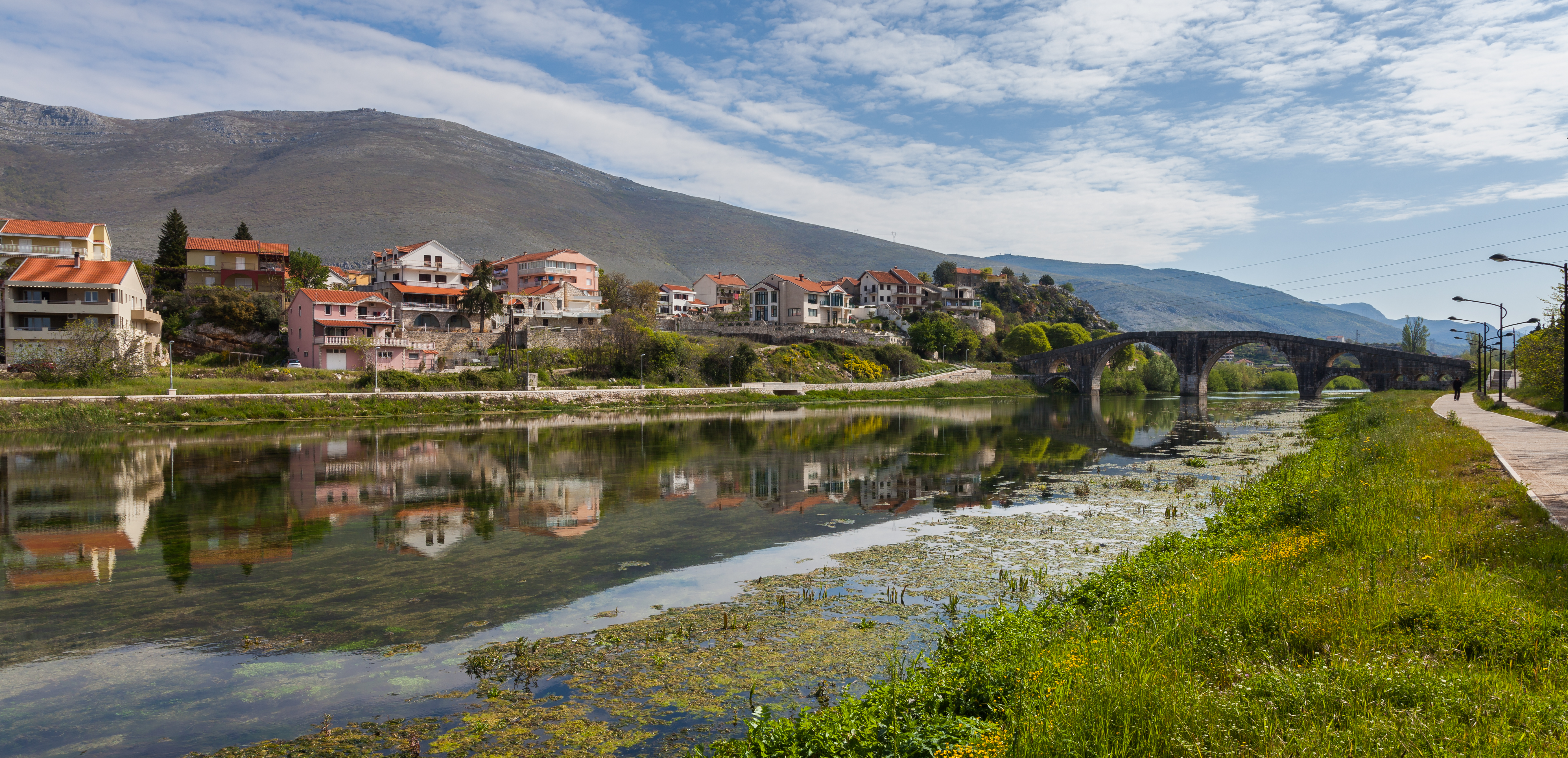
Le pont Arslanagić à Trebinje. Avril 2014.

Parmi les monuments classés ou proposés pour un classement, on peut citer :
- le pont Arslanagić, à Arslanagića Most, construit grâce à une dotation de Mehmed Pacha Sokolović, 1574[41],[49] ;
- l'église Saint-Michel d'Aranđelovo, avec 52 stećci (un type particulier de tombes médiévales), XVIe siècle[41],[50] ;
- l'église des Saints-Archanges de Veličani, avec 18 stećci, Moyen Âge[51] ;
- l'église Saint-Georges de Gomiljani, fin du XVe siècle[52] ;
- l'église Saint-Élie de Mesari, avec un tumulus préhistorique et une nécropole abritant 8 stećci et 31 tombes cruciformes[41],[53] ;
- l'église de la Sainte-Semaine de Taleža, avec 72 stećci et les vestiges d'un village préhistorique[54] ;
- l'église Sainte-Barbe de Strujići, avec 8 stećci et des tombes cruciformes[55] ;
- l'église de la Dormition-de-la-Mère-de-Dieu de Lug, avec 13 stećci et 20 tombes cruciformes[56] ;
- les églises Saint-Pierre et Saint-Paul de Čičevo avec leurs nécropoles[57] ;
- la mosquée de Mujo Kotezlija à Kotezi[58] ;
- la forteresse de Varina gruda à Dživar, Moyen Âge[59] ;
- le site archéologique de Kličanj à Krajkovići, Préhistoire, Moyen Âge[60] ;
- les tumuli préhistoriques de Mosko[61] ;
- l'église Saint-Constantin-et-Sainte-Hélène de Gomiljani, avec 50 stećci, XVe siècle[62] ;
- l'église de la Nativité-de-la-Mère-de-Dieu de Dračevo, XIVe ou XVe siècle[63] ;
- l'église Saint-Clément de Dražin Do, fin du XVIe siècle-début du XVIIe siècle[64] ;
- l'église Saint-Nicolas de Domaševo, avec 52 tombes cruciformes, première moitié du XVe siècle[65] ;
- l'église de la Dormition-de-la-Mère-de-Dieu de Drijenjani, avec 8 stećci et 14 tombes cruciformes, XVe et XVIIe siècles[66] ;
- l'église Saint-Côme-et-Saint-Damien de Gomiljani (XVe siècle), avec tumulus préhistorique[67] ;
- la tour-résidence Spahović à Bihovo, XVIIe siècle[68] ;
- la forteresse de Mičevac, mentionné pour la première fois en 1042[41],[69] ;
- la forteresse de Klobuk, à partir du IXe siècle[41],[70] ;
- six tumulus préhistoriques à Gomiljani[71] ;
- l'ethno-village d'Uvjeća (Uviječa)[72] ;
- le pont romain de Vučija, estimé du XVIIIe siècle[41],[73] ;
- le monastère orthodoxe serbe de Tvrdoš, fondé au XVe siècle[74],[75].

Hors liste, plusieurs autres monastères orthodoxes serbes sont situés sur le territoire de Trebinje ou à proximité : ceux de Petro Pavlov, Zavala (fondé en 1271), Duži (fin du XVIIe siècle) et Dobrićevo (1232).

## Personnalités
- Jovan Dučić (1871–1943), diplomate, écrivain
- Muradif Ćerimagić (né en 1949), peintre
- Vladimir Radmanović (né en 1980), joueur de basket-ball
- Nebojša Glogovac (né 1969), acteur
- Nataša Ninković (née 1972), actrice
- Srđan Aleksić (1966-1993), soldat de l'Armée de la république serbe de Bosnie
- Branislav Krunić, joueur de football
- Alojzije Mišić (1871–1943), évêque catholique controversé du diocèse de Mostar-Duvno
- Otto Günther (1884–1970), diplomate autrichien
- Vladimir Gudelj (né en 1966), footballeur
- Nebojša Gudelj (né en 1968), footballeur
- Asmir Begović (né en 1987), footballeur
- Gojko Cimirot (né en 1992), footballeur
- Mijat Gaćinović (né en 1995), footballeur
- Milenko Savović (1960-2021), joueur de basket-ball yougoslave
- Tijana Bošković (née en 1997), volleyeuse